# El Monte
El Monte – miasto w Stanach Zjednoczonych, w stanie Kalifornia, w hrabstwie Los Angeles. Około 116 tys. mieszkańców (2000). 
Z El Monte pochodził muzyk John Paul Larkin, znany pod pseudonimem Scatman John.
Zobacz też: South El Monte